# Stylonematales
Ordre
Familles de rang inférieur
- Stylonemataceae

L’ordre des Stylonematales est un ordre d’algues rouges unicellulaires ou pseudofilamenteuses de la classe des Stylonematophyceae.

## Liste des familles
Selon AlgaeBase (7 août 2013), NCBI (7 août 2013) et World Register of Marine Species (7 août 2013) :
- famille des Stylonemataceae K.M.Drew